# Villa Kameke

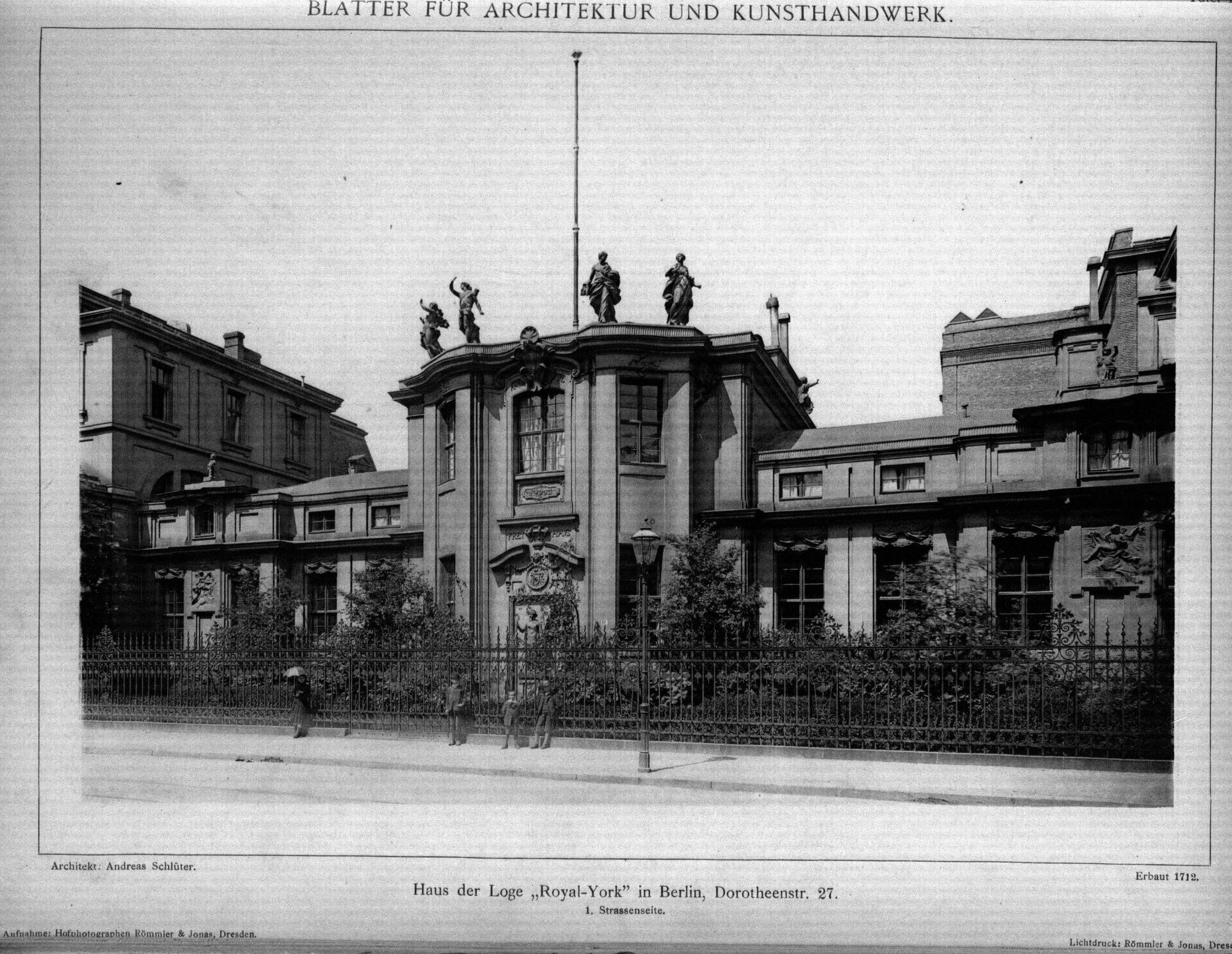
Villa Kameke, Straßenseite

Die Villa Kameke war eine zu Beginn des 18. Jahrhunderts von Andreas Schlüter errichtete barocke Villa an der Dorotheenstraße (damals Hausnummer 27, heute 74–78) in Berlin. Nach schwersten Zerstörungen im Zweiten Weltkrieg wurden die Reste 1950 beseitigt.

## Das Bauwerk

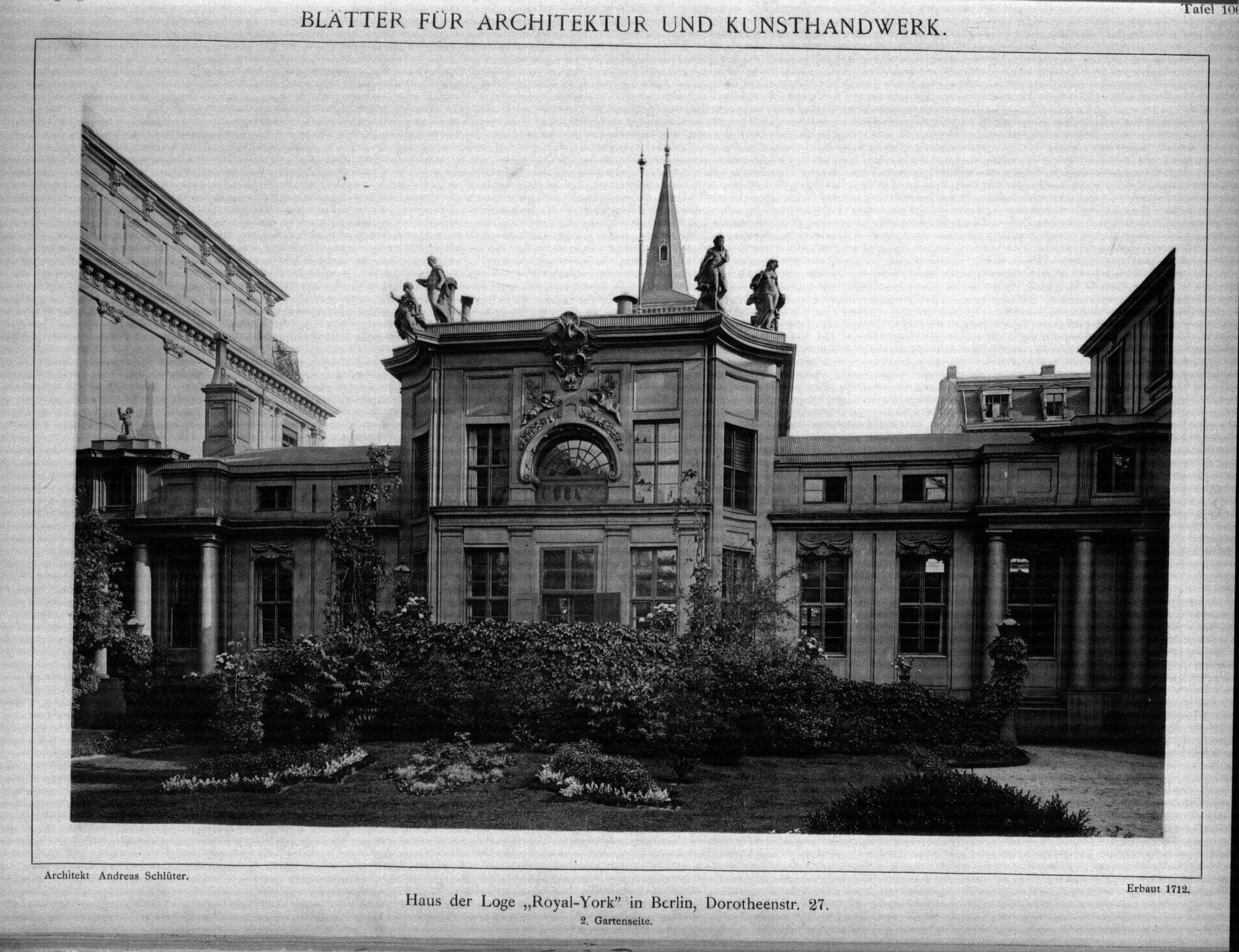
Villa Kameke, Gartenseite

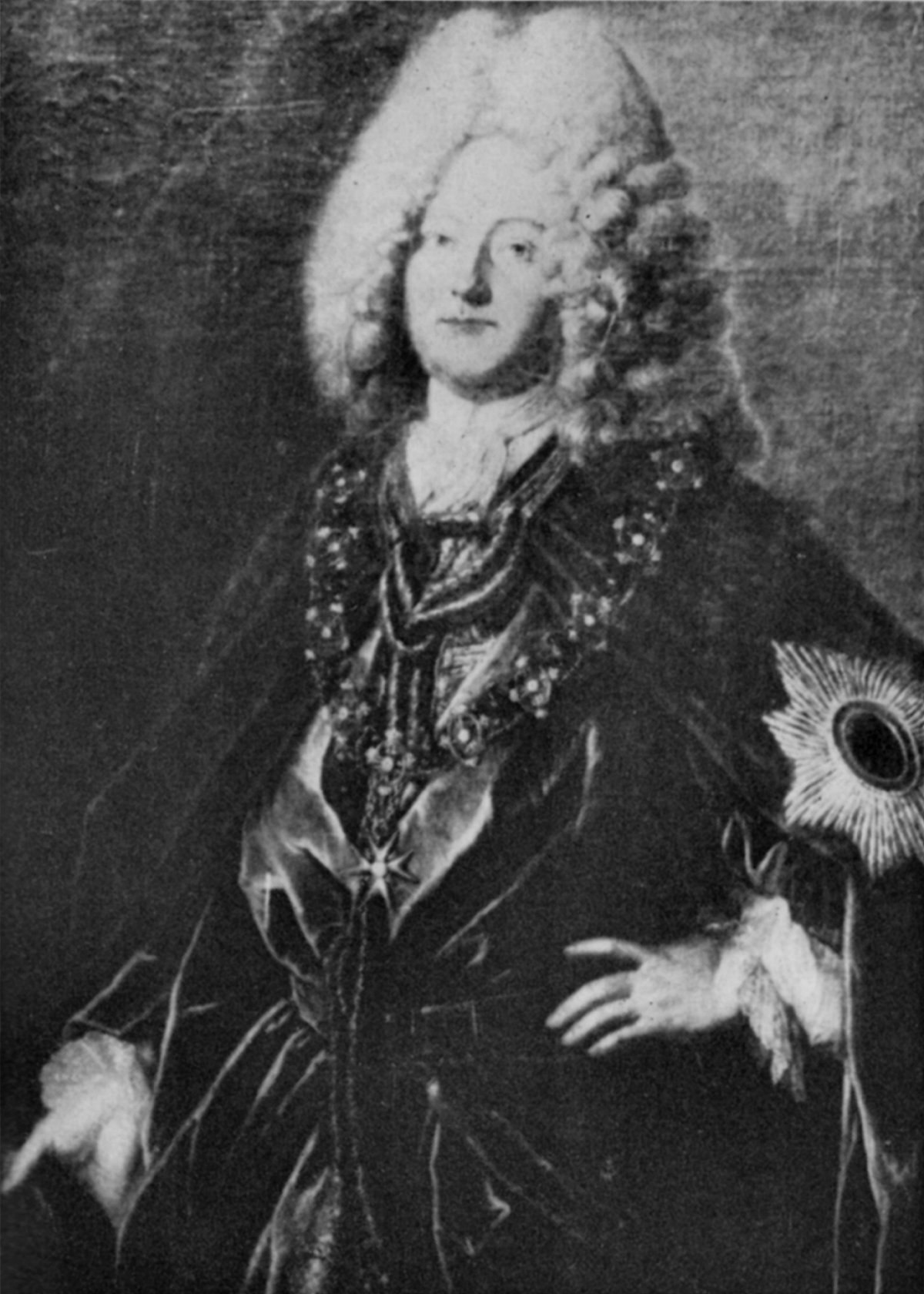
Ernst Bogislav von Kameke, Bauherr

Das Gartenhaus für Ernst Bogislav von Kameke hatte Andreas Schlüter entworfen und es 1711/1712 in dessen privatem Lustgarten in der Dorotheenstadt in der Letzten Straße erbaut. Schlüters letztes Berliner Bauwerk mit reichem Figuren- und Fassadenschmuck von eigener Hand galt als „ein Meisterwerk des späten norddeutschen Hochbarocks“. Das zeitgenössisch als Lust-Hauß bezeichnete flachdachige Gebäude von elf Achsen war eingeschossig mit niedrigem Attikageschoss und hatte einen zweigeschossig geschwungen – zur Straße vorspringenden – dreiachsigen Mittelbau. Auf dessen Dach standen zur Straße und zum Garten jeweils vier Statuen. Zum Garten hin öffnete sich ein durch die beiden Stockwerke des Mittelbaus führender Saal.

## Lage und Eigentümer
Das Lusthaus befand sich zurückgesetzt von der Straße auf einem Grundstück gegenüber der Dorotheenstädtischen Kirche. Hinter der Villa erstreckte sich ein parkartig gestalteter Garten mit künstlichem Hügel, Fontäne und einem „Salon von hohen Kastanien und Ulmen“, der zum Spreeufer abfiel, wo er mit einer „prächtigen Balustrade mit Putten“ endete. Das östlich von der Neustädtischen Kirchstraße begrenzte Grundstück war eines der westlichsten nahe der Berliner Festungsmauer. Zuerst Werftgelände, war es 1695 in den Besitz Daniel Ludolf von Danckelmans gekommen, dessen Erben es 1711 an Kameke verkauften. Von Kamekes Erben erwarb Christian Ludwig Gotzkowsky (1697–1775), der ältere Bruder von Johann Ernst Gotzkowsky, 1746 die Villa. Nach mehrfachem Eigentümerwechsel war sie von 1779 Sitz der Loge Royal York bis zu deren Auflösung im Jahre 1935.
Die Nutzungsänderungen des wohl schon vor Gotzkowskys Zeit zu einem städtischen Wohnhaus gewordenen Gartenhauses hatten einschneidende Umbauten seines Innern zur Folge. Die Abgabe eines Streifens entlang der Neustädtischen Kirchstraße zwecks Bebauung verkleinerte das Grundstück erheblich und die Durchlegung des Reichstagufers im 19. Jahrhundert schnitt es von der Spree endgültig ab. Nach beiderseitigen Anbauten in den Jahren 1881–1883 durch die Architekten Ende & Böckmann stand die Villa Kameke nicht mehr frei.

## Der Untergang der Villa Kameke
Im Zweiten Weltkrieg brannte das Innere infolge eines alliierten Bombenangriffs im November 1943 aus. Erhalten blieben die Außenmauern mit dem gesamten Fassadenschmuck Schlüters. Im August 1945 standen nur noch die Gartenfassade und die Mauern des Saals. Die vor der Sprengung der Ruine im Jahre 1950 vom Dach des Mittelbaus abgenommenen vier Figuren sind seit 1953 in der Kamekehalle im Bode-Museum ausgestellt. Einige andere plastische Überreste kamen ins Märkische Museum. Das Grundstück der Villa ist in die Fläche des Presse- und Informationsamtes der Bundesregierung integriert und überbaut.